# Sulitjelmabanen
| Sjønstå |                          |                                                            |                                                            |
| Maffei-Lokomotive Nr. 4366 namens TYR (1950) |                          |                                                            |                                                            |
| Streckenlänge: | 35,70 km                 |                                                            |                                                            |
| Spurweite: | 750 mm, ab 1915: 1067 mm |                                                            |                                                            |
| |                          |                                                            |                                                            |
| \| \| 0,00 \| Sjønstå (1892–1956), bis 1936: Skjønstå 67,21° N, 15,71° O \| Sjønstå (1892–1956), bis 1936: Skjønstå 67,21° N, 15,71° O \| \| \| 0,00 \| Finneid (1956) 67,25° N, 15,44° O \| Finneid (1956) 67,25° N, 15,44° O \| \| \| \| Tveråmo (1923) \| \| \| \| \| Grønnlifjelltunnelen (2811 m) \| \| \| \| 9,10 \| Solvik (1956) \| Solvik (1956) \| \| \| \| Hårskoltentunnelen (2425 m) \| \| \| \| \| Sjønståfjelltunnelen (2827 m) \| \| \| \| 15,80 \| Ågifjellet (1956) \| Ågifjellet (1956) \| \| \| 16,40 \| Tveråmo (1923) \| Tveråmo (1923) \| \| \| \| alter Stokkviknakkentunnelen (1892) \| \| \| \| \| neuer Stokkviknakkentunnelen (1962, 568 m) \| \| \| \| \| \| \| \| \| 21,20 \| Fjell / Vandstationen (1892), ab 1957: Sjønstådalen \| Fjell / Vandstationen (1892), ab 1957: Sjønstådalen \| \| \| 10,4 \| Fossen (1892) \| Fossen (1892) \| \| \| 13,1 \| Hellarmo (1893) 67,17° N, 15,89° O \| Hellarmo (1893) 67,17° N, 15,89° O \| \| \| 26,10 \| Hellarmo holdeplass (1915) \| Hellarmo holdeplass (1915) \| \| \| \| Grønlid (1915–1957), ab 1957: Rupsi \| \| \| \| 33,40 \| Furulund (1915–1957), ab 1957: Sulitjelma \| Furulund (1915–1957), ab 1957: Sulitjelma \| \| \| 34,40 \| Langvatnet (Charlotta) (1950) \| Langvatnet (Charlotta) (1950) \| \| \| \| Sandnes (1915–1957), ab 1957: Lomi \| \| \| \| \| Fagerli (1915–1950) 67,12° N, 16,1° O \| \| |                          |                                                            |                                                            |
| Kopfbahnhof Streckenanfang (Strecke außer Betrieb) | 0,00                     | Sjønstå (1892–1956), bis 1936: Skjønstå 67,21° N, 15,71° O | Sjønstå (1892–1956), bis 1936: Skjønstå 67,21° N, 15,71° O |
| Kopfbahnhof Streckenanfang (Strecke außer Betrieb) · Strecke (außer Betrieb) | 0,00                     | Finneid (1956) 67,25° N, 15,44° O                          | Finneid (1956) 67,25° N, 15,44° O                          |
| Strecke (außer Betrieb) · Haltepunkt / Haltestelle (Strecke außer Betrieb) |                          | Tveråmo (1923)                                             | Tveråmo (1923)                                             |
| Tunnel (Strecke außer Betrieb) · Strecke (außer Betrieb) |                          | Grønnlifjelltunnelen (2811 m)                              | Grønnlifjelltunnelen (2811 m)                              |
| Haltepunkt / Haltestelle (Strecke außer Betrieb) · Strecke (außer Betrieb) | 9,10                     | Solvik (1956)                                              | Solvik (1956)                                              |
| Tunnel (Strecke außer Betrieb) · Strecke (außer Betrieb) |                          | Hårskoltentunnelen (2425 m)                                | Hårskoltentunnelen (2425 m)                                |
| Tunnel (Strecke außer Betrieb) · Strecke (außer Betrieb) |                          | Sjønståfjelltunnelen (2827 m)                              | Sjønståfjelltunnelen (2827 m)                              |
| Haltepunkt / Haltestelle (Strecke außer Betrieb) · Strecke (außer Betrieb) | 15,80                    | Ågifjellet (1956)                                          | Ågifjellet (1956)                                          |
| Haltepunkt / Haltestelle (Strecke außer Betrieb) · Strecke (außer Betrieb) | 16,40                    | Tveråmo (1923)                                             | Tveråmo (1923)                                             |
| Strecke (außer Betrieb) · Tunnel (Strecke außer Betrieb) |                          | alter Stokkviknakkentunnelen (1892)                        | alter Stokkviknakkentunnelen (1892)                        |
| Tunnel (Strecke außer Betrieb) · Strecke (außer Betrieb) |                          | neuer Stokkviknakkentunnelen (1962, 568 m)                 | neuer Stokkviknakkentunnelen (1962, 568 m)                 |
| Strecke nach links (außer Betrieb) · Abzweig geradeaus und von rechts (Strecke außer Betrieb) |                          |                                                            |                                                            |
| Haltepunkt / Haltestelle (Strecke außer Betrieb) | 21,20                    | Fjell / Vandstationen (1892), ab 1957: Sjønstådalen        | Fjell / Vandstationen (1892), ab 1957: Sjønstådalen        |
| Bahnhof (Strecke außer Betrieb) | 10,4                     | Fossen (1892)                                              | Fossen (1892)                                              |
| Bahnhof (Strecke außer Betrieb) | 13,1                     | Hellarmo (1893) 67,17° N, 15,89° O                         | Hellarmo (1893) 67,17° N, 15,89° O                         |
| Haltepunkt / Haltestelle (Strecke außer Betrieb) | 26,10                    | Hellarmo holdeplass (1915)                                 | Hellarmo holdeplass (1915)                                 |
| Blockstelle (Strecke außer Betrieb) |                          | Grønlid (1915–1957), ab 1957: Rupsi                        | Grønlid (1915–1957), ab 1957: Rupsi                        |
| Bahnhof (Strecke außer Betrieb) | 33,40                    | Furulund (1915–1957), ab 1957: Sulitjelma                  | Furulund (1915–1957), ab 1957: Sulitjelma                  |
| Haltepunkt / Haltestelle (Strecke außer Betrieb) | 34,40                    | Langvatnet (Charlotta) (1950)                              | Langvatnet (Charlotta) (1950)                              |
| Bahnhof (Strecke außer Betrieb) |                          | Sandnes (1915–1957), ab 1957: Lomi                         | Sandnes (1915–1957), ab 1957: Lomi                         |
| Kopfbahnhof Streckenende (Strecke außer Betrieb) |                          | Fagerli (1915–1950) 67,12° N, 16,1° O                      | Fagerli (1915–1950) 67,12° N, 16,1° O                      |

Sulitjelmabanen war eine schmalspurige Eisenbahnstrecke im norwegischen Fylke Nordland. Die Strecke wurde 1892 zwischen Sjønstå und Fossen in Betrieb genommen und 1893 bis Hellarmo sowie 1915 bis Fagerli verlängert. Sie begann ab 1956 in Finneid an der Nordlandsbanen (deutsch Nordlandsbahn) in der Nähe von Fauske. Die Strecke war 35,7 km lang. 1972 wurde die Strecke stillgelegt.

## Geschichte
Am 27. Februar 1887 wurde von Alfred Hasselbom in der Region des Langvandsdalen erstmals förderwürdiges Erz gefunden und zur Untersuchung gegeben. Es wurde Schwefelkies und Kupfer gefunden.
Nils Persson aus Helsingborg, der die ersten Untersuchungen durchführte, erkannte die Möglichkeiten und gründete eine erste Grubengesellschaft. Für diesen Grubenbetrieb kam es zu einer Vereinbarung hinsichtlich des Abtransportes des Erzes, da nur Bergpfade existierten. Mit vier Grundbesitzern an der Nordseite des Sjønståelven wurde am 12. August 1888 eine Vereinbarung über den möglichen Bau einer Seil- oder einer Eisenbahn getroffen.
Persson beriet sich mit Grubeningenieur Frederick Vatter und dem Seilbahnhersteller Julius Pohlig aus Köln, mit dem Ergebnis, dass eine Eisenbahn bis zu einem Hafen sowie eine Umschlaganlage gebaut werden sollte.

## Bahnstrecke Sjønstå–Fossen

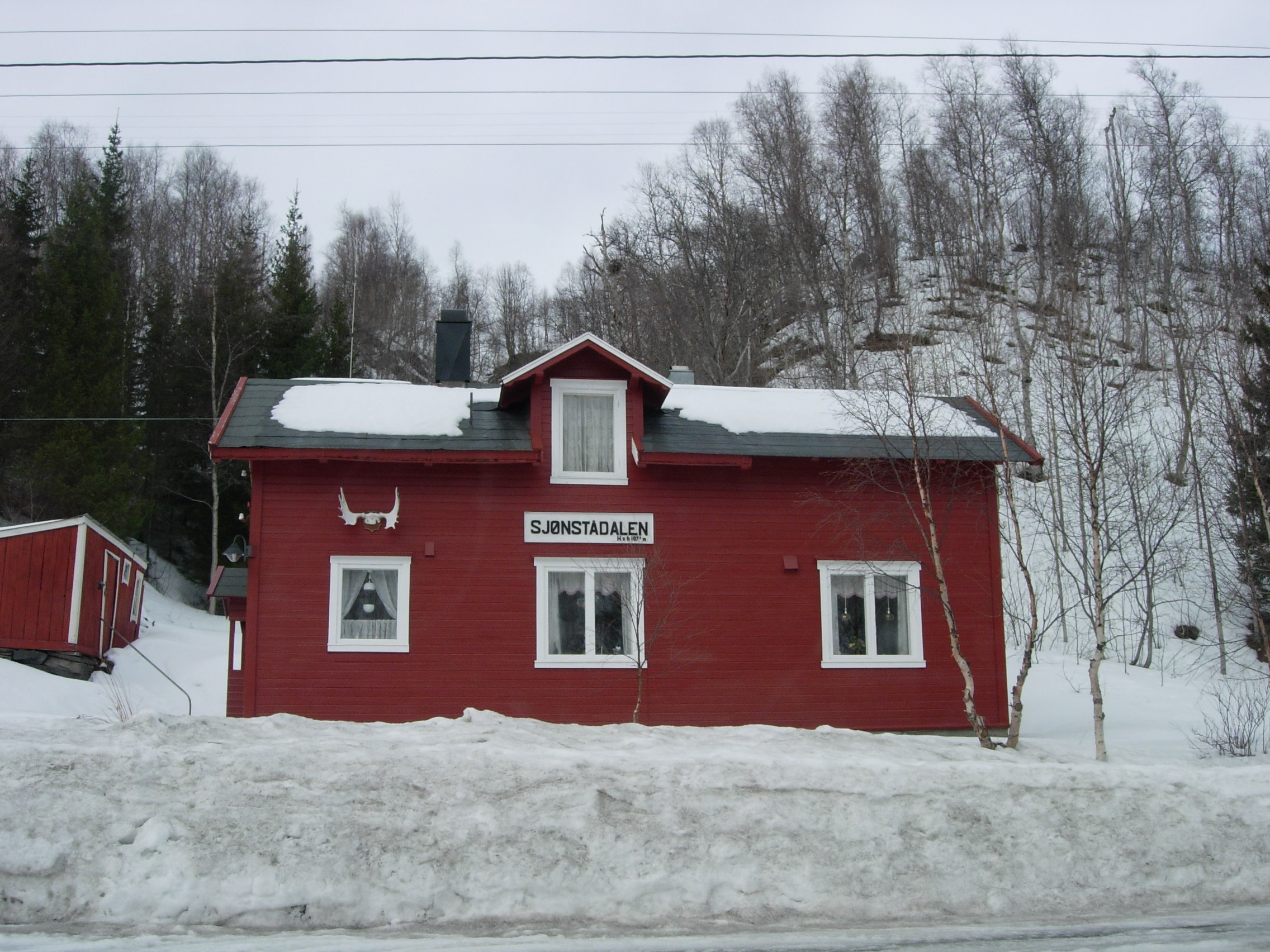
Bahnhof in Sjønstådalen

Perssons Grubengesellschaft in Langvandsdalen wurde am 8. Januar 1889 von Skånska Superfosfat- och Svafvelsyrefabriksaktiebolag (Fosfaten) in Helsingborg übernommen. Die neuen Besitzer beantragten am 26. Februar eine Konzession zum Bau und Betrieb einer Eisenbahn zwischen den Seen. Es wurde ein staatlicher Zuschuss für den Bau von 100.000 Kronen beantragt, das wäre ein Viertel der geplanten Baukosten gewesen.
Am 17. April 1890 teilte das Departementet for de offentlige arbeider der Gesellschaft mit, dass es den Zuschussantrag nicht unterstützen würde. Die Gesellschaft antwortete am 13. Juli darauf, dass sie ohne Zuschuss kein Interesse an einer öffentlichen Konzession habe und die Bahnstrecke auf eigene Kosten und nach ihren eigenen Bedürfnissen für den Transport von Erz und Material zwischen Sjønstå und Hamnen bauen würde. Nach diesem Beschluss wurde am 10. Januar 1891 die Gesellschaft als Aktiebolaget Sulitelma Gruber mit einem Aktienkapital von zwei Millionen Kronen vom schwedischen Mutterkonzern getrennt. In einem Bericht vom 1. April 1891 wurde Ole W. Lund aus Christiania mit dem Bahnbau beauftragt und ein entsprechender Vertrag am 2. April in Helsingborg unterzeichnet.
Ingenieur Guttormsen begann mit Anton Markus Gunhildsrud und Iver Haakonsen Gravem als Vorarbeiter mit zwölf Arbeitern am 4. Mai mit dem Bahnbau in Sjønstå, Ende Mai waren bereits 100 und am Jahresende  ungefähr 200 Arbeiter mit dem Bau beschäftigt.
Im Laufe des Baues gab es Abweichungen von der geplanten Trasse. Zu Beginn sollte der Fluss bei Fjellheim überquert werden. Die Trasse sollte weiter auf der Südseite des Flusses bis zum Hamnen gelangen, wo der Umschlag von der Eisenbahn auf Boote stattfinden sollte. Hamnen war ein Hafen am Glefsa, der durch einen Damm am Auslauf des Dråvika das gleiche Höhennivaeu wie Langvatnet haben sollte.
Eine alte Skizze vom 12. September 1890 zeigt die geplante Route und eine Vereinbarung mit Jens Christensen und Ole Olsen Fjeld, der im Namen seines Vaters Andreas Olsen die Landabtretungen für die Rückhaltung des Flusses unterzeichnete. Das Land ging kostenlos an das Bergbauunternehmen. Später beantragte Jens Christensen eine Entschädigung für den Wald auf der Südseite des Flusses im Zusammenhang mit dem Vertrag für die geplanten Bahn.
Der Plan für Rückhaltung am Ende des Dråvika wurde von Persson im Frühsommer 1891 aufgegeben. Er folgte dem Weg auf der Nordseite des Flusses bis hinter den Wasserfall und zu dessen Austritt aus dem Langvatnet. Dort wurde aus großen Steinen eine Schwelle in den Fluss und in Hellarmobukta (deutsch: Hellarmo-Bucht) eine Kaianlage gebaut. Damit wurde ein stabiler höherer Wasserstand im Fluss erreicht.
Mitte Juni 1892 wurde die erste Lokomotive Loke geliefert, am 15. September fand die Besichtigung der Bahn statt und am 15. Oktober wurde sie mit pomp og prakt in Betrieb genommen.

## Weiterbau bis Hellarmo

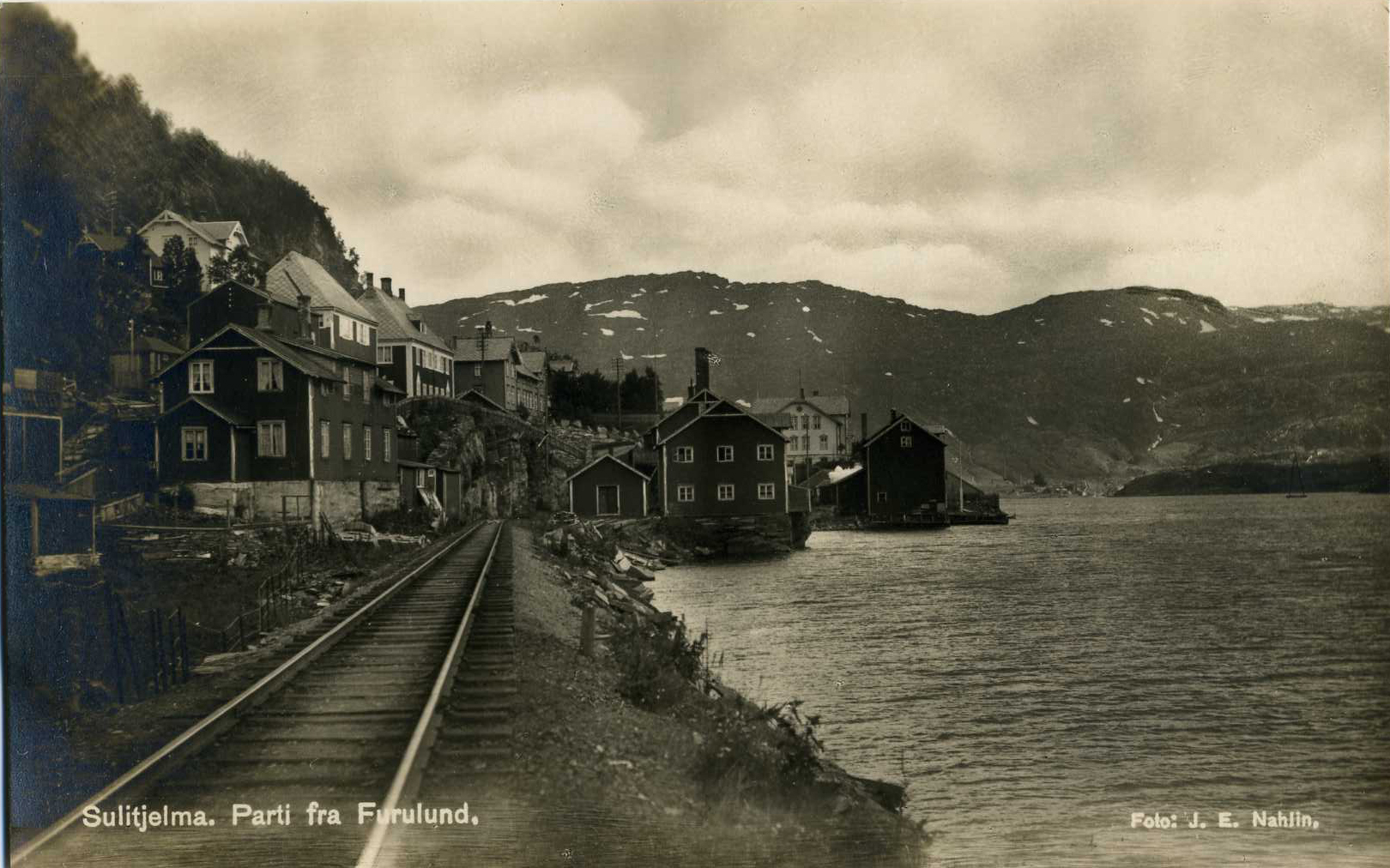
Bahnstrecke bei Furulund

Direktor Corneliussen von der Verwaltung in Helsingborg schlug vor, noch bevor die Strecke fertig gebaut war, diese bis nach Hellarmo zu erweitern. Er sah Probleme mit dem Umladen in Fossen. Am 6. Oktober 1892 wurde per Telegramm der Bau der Strecke Fossen–Hellarmo–Furulund–Fagerlid genehmigt. Ole W. Lund hatte bereits vorher die entsprechenden Pläne entworfen. Am 13. Oktober 1892 – zwei Tage vor der Inbetriebnahme des fertigen Streckenabschnittes – schätzte Lund, dass die Fortsetzung bis Hellarmo am 30. September 1893 fertig sein könne, wenn die Arbeiten kontinuierlich fortgesetzt werden würden. Die Baukosten wurden auf 77.500 Kronen geschätzt. Würden die Arbeit nicht sofort und erst im nächsten Frühjahr beginnen, würden die Baukosten 86.000 Kronen betragen und die Strecke erst am 31. Juli 1894 zur Verfügung stehen. Dies führte zum Beschluss eines sofortigen Baubeginns.
Nach Vereinbarungen mit den Grundbesitzern über die Bereitstellung des benötigten Landes, teilweise mit Enteignung, wurde die Strecke gebaut und bereits am 29. August 1893 kam der erste Zug in Hellarmo an. Kurze Zeit später erhielt die Bahn ihren ersten Personenwagen. Die Eisenbahndirektion in Person des Sektionsingenieurs Gunnerus inspizierte die Bahnstrecke im Oktober. Während dieser Inspektion stellte sich einige Mängel heraus, die vom Rechtsberater der Grubengesellschaft R. M. B. Schjølberg aus Bodø niedergeschrieben wurden. Mehrere Quellen sagen, dass der Linienverkehr am 26. Juni eröffnet wurde, Beweise dafür wurden nicht gefunden. Gunnerus sagte nach dem Besuch, dass bei der Überprüfung der Bahnstrecke diese in vollem Betrieb zu sein schien.
Die Konzession für den Betrieb der Bahnstrecke „für ihren eigenen Gebrauch“ wurde der Grubengesellschaft durch das Königliche Dekret von 7. September 1894 gewährt.

## Verlängerung bis Fagerli
1911 traf das Bergbauunternehmen die Entscheidung, die Strecke weiter bis Fagerli zu verlängern. Die vorbereitenden Arbeiten und der Umbau der Strecke zwischen Hellarmo und Sjønstå begannen im Dezember 1912.
Dazu gehörten Felssicherungen in der Gegend von Hellarmo und Fossen sowie bei Dråvika. Außerdem wurde mit dem 72 Meter langen Tunnel durch den Stokkviknakken begonnen.
Die Arbeiten wurden von Grøndahl og Kjørholt aus Trondheim durchgeführt. Später folgte die Anlage einer neuen Trasse ab Kurve 12 über Osbakk nach Fagerli. Bei dieser Gelegenheit wurde die Spurweite auf der alten Strecke von 750 mm auf 1067 mm (somit 3,5 norwegische Fuß) verbreitert. In Sjønstå wurde ein neuer Bahnhof errichtet. Die offizielle Eröffnung der Strecke Sjønstå–Fagerli war am 15. Juli 1915.

## Verlängerung bis Finneid
1935 wurde erneut eine Verlängerung der Bahn vorgeschlagen, die bis Finneid führen sollte. Es wurde ein Eisenbahnausschuss gewählt, um die weitere Arbeit zu übernehmen. Die Arbeit des Ausschusses wurde während des Zweiten Weltkrieges eingestellt und 1945 wieder aufgenommen. Eine Volksabstimmung in Sulitjelma 1946 entschied, dass die Bahnstrecke auf einer Straße gebaut werden müsse.
Daraufhin wurde die Bahnstrecke zwischen Sandnes und Fagerli 1950 abgebaut. Das Storting beschloss am 28. Mai 1952 die Verlängerung der Sulitjelmabanen nach Finneid bei 14 Gegenstimmen. Die Gegner stimmten für einen Vorschlag, eine Straße zwischen Sulitjelma und Finneid zu bauen. Die Arbeiten an der Streckenerweiterung nach Finneid begannen 1953. 1956 wurden die Tunnel Grønlifjell (23. März), Hårskolten (30. Mai) und Sjønståfjell (11. Juni) durchschlagen. Der erste Zug nach Finneid fuhr am 12. Dezember und der erste planmäßige Zug zwischen Lomi (Sandnes) und Finneid am 20. Dezember 1956. Offiziell wurde die Strecke am 14. Juli 1957 eröffnet.
Die Arbeiten für einen neuen Tunnel durch Stokkviknakken begannen ab Mai 1961, er konnte ab dem 30. November 1962 benutzt werden.

## Stilllegung
Die Umstrukturierung der Eisenbahn zu einer Straße wurde zehn Jahre später dem Storting vorgelegt und verabschiedet. Die vorbereitenden Arbeiten begannen am 2. Juli 1971, am 22. Juli 1972 wurde die Strecke stillgelegt. An der Straße wurde noch drei Jahre gearbeitet, sie war 1975 fertig.

## Museumsbahn
2003 wurde mit dem AS Sulitjelmabanen ein Verein mit der Zielsetzung gegründet, eine Museumsbahn aufzubauen. 2015 sollte der Betrieb auf der Strecke von Sandnes nach Fagerli aufgenommen werden. Dazu sollten bis zu diesem Zeitpunkt drei Personenwagen und die Lokomotive Loke betriebsfähig hergerichtet werden.